# Pont-de-Metz
Pont-de-Metz és un municipi francès situat al departament del Somme i a la regió dels Alts de França. L'any 2007 tenia 1.830 habitants.

## Demografia

### Població
El 2007 la població de fet de Pont-de-Metz era de 1.830 persones. Hi havia 689 famílies de les quals 168 eren unipersonals (76 homes vivint sols i 92 dones vivint soles), 188 parelles sense fills, 305 parelles amb fills i 28 famílies monoparentals amb fills.
La població ha evolucionat segons el següent gràfic:
Habitants censats

### Habitatges
El 2007 hi havia 742 habitatges, 706 eren l'habitatge principal de la família, 5 eren segones residències i 31 estaven desocupats. 637 eren cases i 100 eren apartaments. Dels 706 habitatges principals, 535 estaven ocupats pels seus propietaris, 162 estaven llogats i ocupats pels llogaters i 9 estaven cedits a títol gratuït; 23 tenien una cambra, 58 en tenien dues, 82 en tenien tres, 150 en tenien quatre i 393 en tenien cinc o més. 538 habitatges disposaven pel capbaix d'una plaça de pàrquing. A 310 habitatges hi havia un automòbil i a 327 n'hi havia dos o més.

### Piràmide de població
La piràmide de població per edats i sexe el 2009 era:
| Homes | Edats   | Dones |
| ----- | ------- | ----- |
| 4     | 95 o +  | 0     |
| 0     | 90 a 94 | 0     |
| 4     | 85 a 89 | 8     |
| 8     | 80 a 84 | 8     |
| 12    | 75 a 79 | 28    |
| 32    | 70 a 74 | 20    |
| 24    | 65 a 69 | 32    |
| 36    | 60 a 64 | 20    |
| 40    | 55 a 59 | 20    |
| 84    | 50 a 54 | 72    |
| 88    | 45 a 49 | 92    |
| 76    | 40 a 44 | 60    |
| 56    | 35 a 39 | 72    |
| 20    | 30 a 34 | 44    |
| 60    | 25 a 29 | 36    |
| 72    | 20 a 24 | 92    |
| 76    | 15 a 19 | 80    |
| 44    | 10 a 14 | 84    |
| 36    | 5 a 9   | 48    |
| 44    | 0 a 4   | 24    |

## Economia
El 2007 la població en edat de treballar era de 1.308 persones, 939 eren actives i 369 eren inactives. De les 939 persones actives 857 estaven ocupades (450 homes i 407 dones) i 82 estaven aturades (35 homes i 47 dones). De les 369 persones inactives 96 estaven jubilades, 183 estaven estudiant i 90 estaven classificades com a «altres inactius».

### Ingressos
El 2009 a Pont-de-Metz hi havia 775 unitats fiscals que integraven 2.062 persones, la mediana anual d'ingressos fiscals per persona era de 22.500 €.

### Activitats econòmiques
Dels 49 establiments que hi havia el 2007, 3 eren d'empreses de fabricació d'altres productes industrials, 11 d'empreses de construcció, 7 d'empreses de comerç i reparació d'automòbils, 4 d'empreses de transport, 2 d'empreses d'hostatgeria i restauració, 1 d'una empresa d'informació i comunicació, 3 d'empreses financeres, 3 d'empreses immobiliàries, 4 d'empreses de serveis, 9 d'entitats de l'administració pública i 2 d'empreses classificades com a «altres activitats de serveis».
Dels 14 establiments de servei als particulars que hi havia el 2009, 1 era una oficina de correu, 1 una oficina bancària, 2 tallers de reparació d'automòbils i de material agrícola, 1 autoescola, 3 paletes, 1 fusteria, 3 lampisteries, 1 perruqueria i 1 restaurant.
Dels 3 establiments comercials que hi havia el 2009, 1 era un hipermercat, 1 una fleca i 1 una sabateria.
L'any 2000 a Pont-de-Metz hi havia 14 explotacions agrícoles que ocupaven un total de 385 hectàrees.

## Equipaments sanitaris i escolars
El 2009 hi havia una escola elemental.

## Poblacions més properes
El següent diagrama mostra les poblacions més properes.